# Luděk Höfer
Luděk Höfer (* 1965, Vyškov, Československo) je bývalý československý sportovní gymnasta, pedagog a ředitel základní školy. Během své sportovní kariéry se zúčastnil čtyř mistrovství světa a dvou mistrovství Evropy. Pětkrát po sobě se stal mistrem Československa ve víceboji (1985–1990). Měl se zúčastnit Letních olympijských her v Los Angeles v roce 1984, avšak kvůli bojkotu socialistických zemí byl jeho sen o olympijské účasti zmařen. Po ukončení aktivní sportovní kariéry působil jako trenér v Německu a později se stal ředitelem Základní školy Purkyňova ve Vyškově. Kromě toho byl aktivní i v akademické sféře, kde se věnoval výzkumu v oblasti kinantropologie a biomechaniky.

## Sportovní kariéra
Luděk Höfer začal s gymnastikou v raném věku a brzy se stal jedním z největších talentů československého sportu. Již v osmnácti letech závodil v seniorské kategorii a rychle se prosadil mezi elitní gymnasty.
V roce 1983 se účastnil Mistrovství Československa ve sportovní gymnastice.
Vrchol jeho kariéry přišel v 80. letech, kdy se stal pětinásobným mistrem republiky v letech 1985 až 1990. V té době se gymnastický víceboj skládal ze dvanácti disciplín – šest povinných a šest volných sestav. Tento systém vyžadoval naprostou všestrannost a fyzickou připravenost, protože sebemenší zranění mohlo výrazně ovlivnit výkon v celé soutěži.
V roce 1984 se Höfer kvalifikoval na Letní olympijské hry v Los Angeles. Avšak kvůli politickému bojkotu her ze strany Sovětského svazu a dalších socialistických zemí, včetně Československa, nemohl startovat. Na protest proti západnímu bojkotu moskevských her v roce 1980 se socialistické státy rozhodly neúčastnit olympiády v USA. Místo toho byla pro sportovce uspořádána náhradní soutěž v Olomouci, kterou sami účastníci nazývali „Los Olomouc“.
Další šanci na olympijský start měl v roce 1988, kdy splnil kvalifikaci na Letní olympijské hry v Soulu. Bohužel, krátce před olympiádou utrpěl vážné zranění kolene, které mu účast znemožnilo. V době konání her v Barceloně v roce 1992 už působil v zahraničí a o kvalifikaci neusiloval.
Kromě úspěchů na domácí scéně reprezentoval Československo na čtyřech mistrovstvích světa a dvou mistrovstvích Evropy. Díky svým výkonům byl považován za jednoho z nejlepších československých gymnastů své doby.

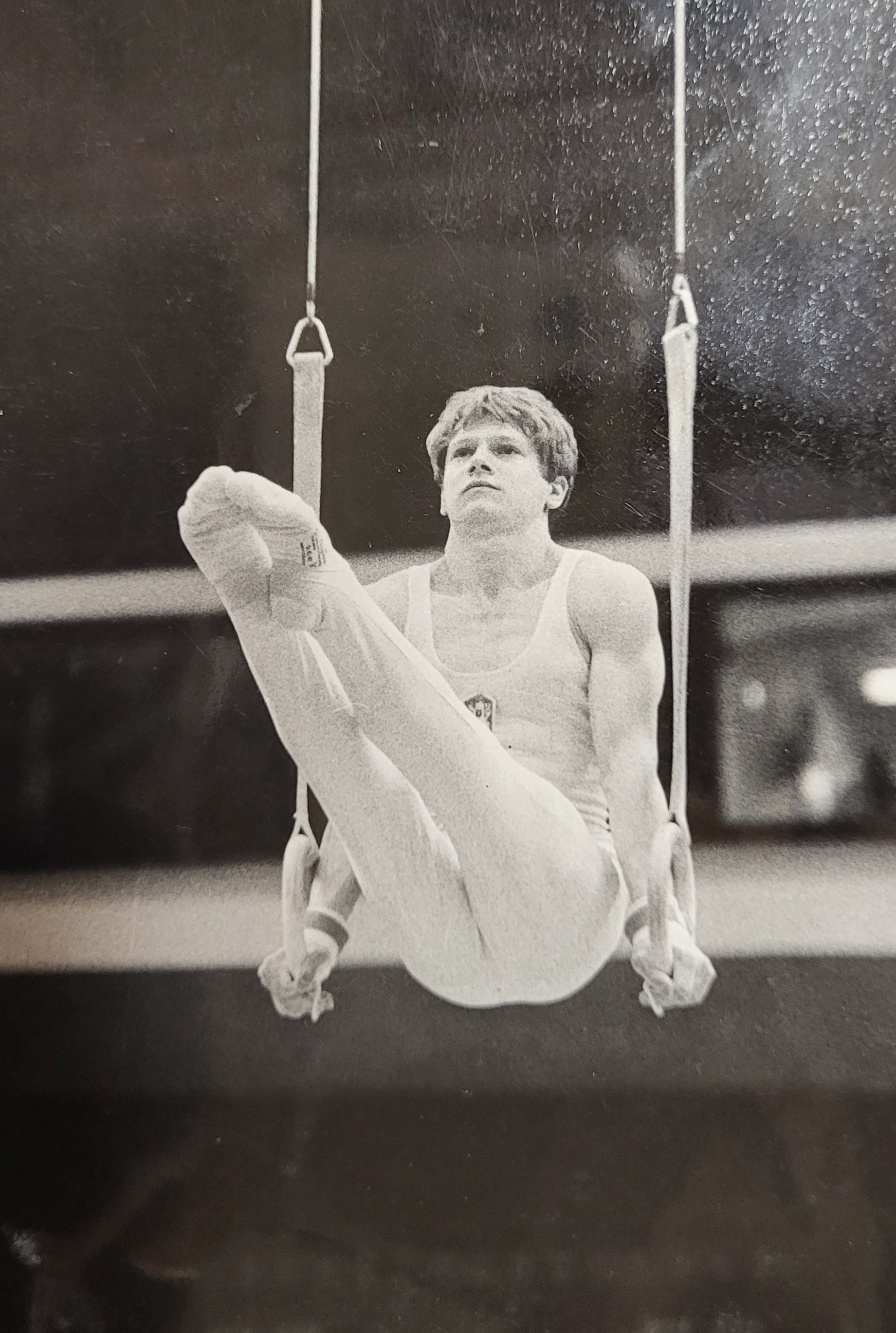
L. Höfer na kruzích

## Působení v zahraničí a trenérská kariéra
Po skončení aktivní kariéry se Luděk Höfer rozhodl předávat své zkušenosti dál. Odešel s rodinou do Německa, kde působil jako závodník v první bundeslize v klubu Eintracht Frankfurt a trenér. 
V Německém Frankfurtu nad Mohanem strávil několik let, než se rozhodl vrátit s manželkou a dětmi do vlasti a věnovat se pedagogické činnosti.

## Pedagogická činnost a akademické působení
Po návratu do České republiky se Luděk Höfer stal ředitelem Základní školy Purkyňova ve Vyškově, která se specializuje na sportovní výchovu. Jeho hlavním cílem bylo modernizovat školní sportovní program a nabídnout dětem kvalitní pohybové aktivity.
Vedle své pedagogické činnosti působil i v akademickém prostředí. Získal titul Mgr. a  Ph.D. v oblasti kinantropologie na Fakultě sportovních studií Masarykovy univerzity.

## Ocenění a význam
Luděk Höfer je dodnes považován za jednu z významných osobností československé gymnastiky 80. let. V roce 1987 obdržel čestný titul Mistra sportu za mimořádné sportovní výkony a velké mistrovství. V roce 2014 byl pozván na slavnostní setkání sportovců, kteří se měli v roce 1984 zúčastnit olympijských her v Los Angeles. Na této vzpomínkové akci se setkal s gymnastkou Věrou Čáslavskou, sedminásobnou olympijskou vítězkou, a dalšími československými sportovci, kterým politické okolnosti znemožnily účast na olympiádě.